# Sturanyella epicharis
Sturanyella epicharis é uma espécie de gastrópode  da família Helicinidae.
É endémica da Micronésia.